# 62式轻型坦克
62式轻型坦克 (工厂代号WZ131) 是中华人民共和国自行设计研制的第一代轻型坦克。自1963年正式裝備中国人民解放军，主要用于中国南方丘陵山地水网稻田地的地区，具有良好的机动性能、一定的火力和防护能力。解放军部队装备450辆左右，也被用于大量出口。至1982年停产时共製造了約1560辆。

## 历史
1950年代後期，中國人民解放軍要求研製出輕型坦克以應付中国南方地區通行能力较低的惡劣路面，于1958年正式下达研制任务，1959年试制出首辆样车。最初选用的是76毫米口径火炮，1961年选用85毫米口径坦克炮。设计方案历经四次重大改进完善后，于1962年设计定型，命名为“1962年式轻型坦克”，1963年开始投产并装备。

## 設計
62式輕型坦克以59式中型坦克为基础设计而成，总体布局同59式坦克基本相似。62式只保留基本部件以降低重量，重量只有21噸，防护装甲也要薄得多。行动部分为5对单轮缘的负重轮，履带较窄，履带板上为双诱导卡齿，与59式坦克不同。发动机选用由59式坦克的12150L柴油机降低功率而来的12150L-3型柴油机。铸造炮塔裝有带炮身抽气装置的62式85TC 85毫米口径線膛炮（弹药基数47发，弹药种类有杀伤爆破榴弹/穿甲弹），火炮没有稳定器。辅助武器为与火炮并列一挺同轴机枪、车体首上由驾驶员操纵一挺航向机枪以及炮塔顶部一挺高射機槍。
1979年对越自卫反击战期间中國解放軍部署的坦克大部分是62式輕型坦克，但62式薄弱的裝甲容易被當時開始流行的手持反坦克武器（如85毫米RPG）射穿，暴露出面臨大量潛伏步兵時的防护力不足问题。
1980年代初期，改進的62-1式裝有激光測距儀，加装高射机枪防护罩、砲塔栅栏屏蔽、车体屏蔽侧裙板、自动灭火装置等改进防护措施。62式的其他衍生型包括70式轻型坦克抢救牵引车及82式军用推土機。
62式輕型坦克在2000年进行实验性大规模改進升級，样车改裝与63A两栖坦克类似的焊接式砲塔及低后坐力的105毫米口径線膛炮。

## 型号
- 62式 - 工厂代号WZ131，最初的量産型。可视为縮小輕型版的59式坦克。
- WZ131-1 - 1966年-1969年改进設計的62式，对火炮进行技术升级，增加高低向稳定器，安装主动式红外夜视仪，弹药基数增加。未设计定型未能装备部队。[2] 另有WZ131A方案是62式一种改进，在火炮防盾上方加装激光测距仪。
- 62-I式 - 1980年代初针对中越战争期间暴露的问题回厂进行改造的升級型号，裝有激光測距儀、车体两侧安装履帶屏蔽裙板及砲塔亦加上屏蔽儲物架，高射机枪加装防护罩，改进自动灭火装置。[2]
- 62式改 - 2000年代初试制出样车的大幅改进型号，裝上新型焊接砲塔及低后坐力的105毫米口径線膛炮、新型火控系統、微光夜視裝置、煙霧彈發射器、反應裝甲。仅试制出3辆样车，未定型装备部队。[2] [4]

### 衍生型
- 70式 - 轻型坦克抢救牵引车（工厂代号WZ691），1967年-1970年以WZ131-1底盘为基础研制，由于WZ131-1项目下马，1976年-1978年改用WZ131底盘研制而成。[2]
- 82式 - 军用推土机，以62式底盘基础上研制的，1983年定型。
- GJT 211 - 在82式军用推土機基础上改进而来，1985年定型，装备工程兵部队。[2] 改进型GJT21lA（工厂代号WZ902），安装火箭爆破器，1991年定型。
- GSL 110B - 以GSL 211改成的火箭扫雷车，1986年设计定型。曾小批量装备工程兵部队。
- GSL 131 - 以GSL 211改成的机械爆破扫雷车。
- 海鹰2号导弹小型化自行式发射车 - 1966年海军提出海鹰2号导弹发射装置自行化小型化要求，最初工厂打算采用卡车作发射车底盘，先后用过CA30还有35D改装样车。1975年根据苏美导弹发射车采用坦克底盘的实例，提出用轻型坦克作底盘，论证后于78年有了第一辆样车，进行了一些试验，79年因经费问题停止研制。该车的试验数据为后面上游1号导弹发射车提供了借鉴。

## 使用國

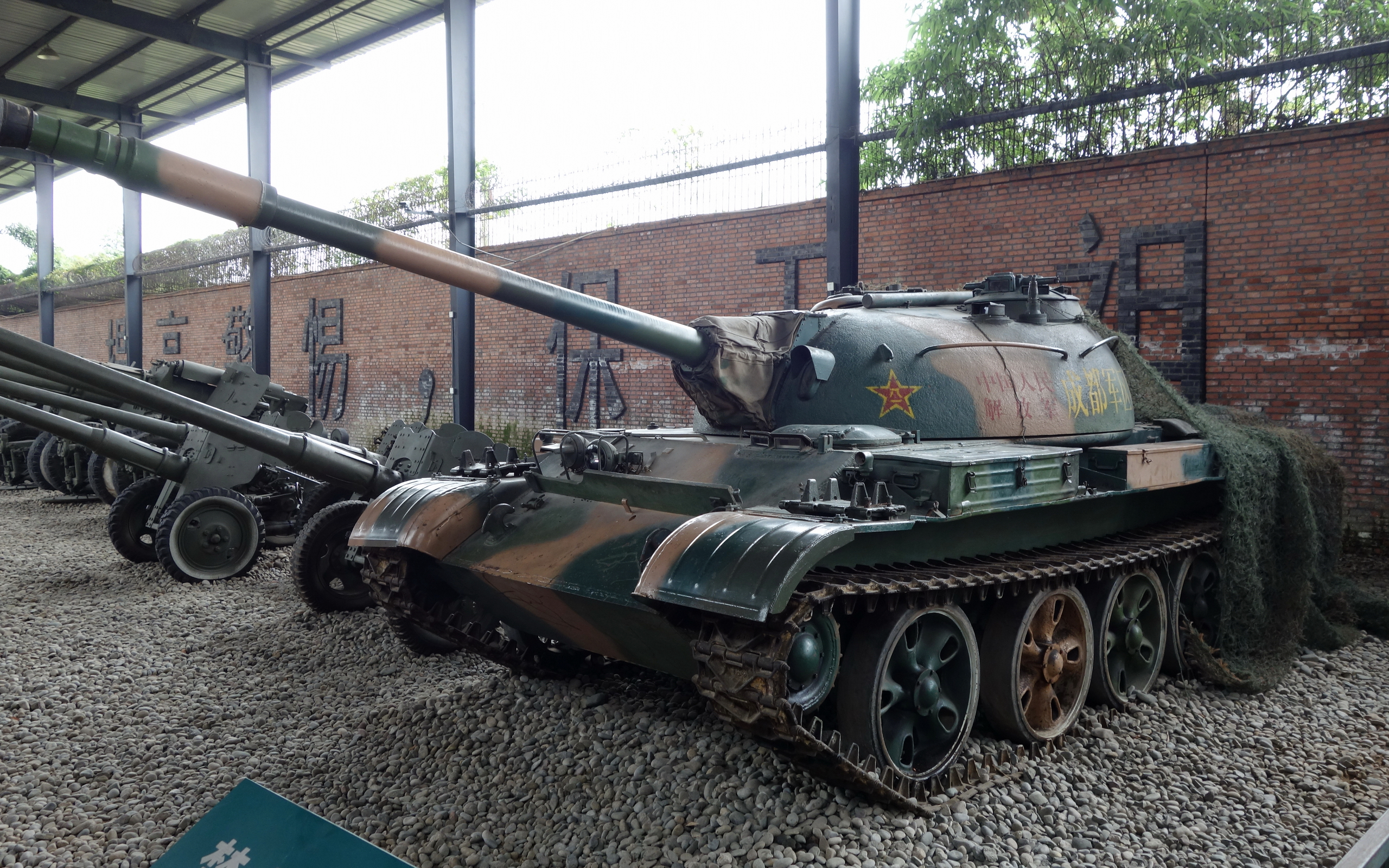
建川博物館的62式轻型坦克

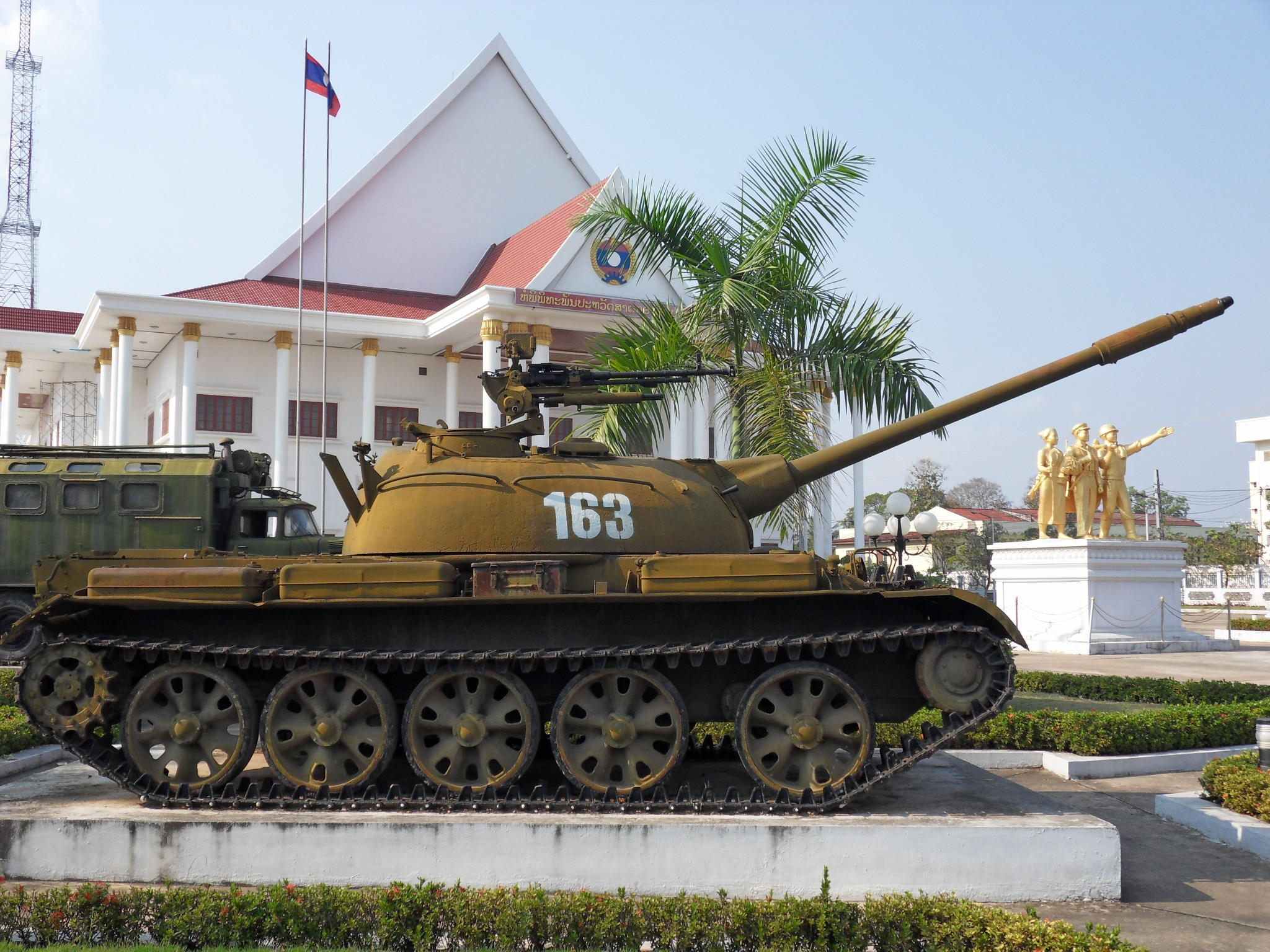
中國出口給寮國的62式轻型坦克

- 阿尔巴尼亚 - 35辆，1970年交付
- - 42辆，1985年交付，後加裝雷射測距儀及加強對反坦克高爆彈的防護力
- 柬埔寨 - 30辆
- - 1個營
- 中华人民共和国 - 约450辆
- 刚果共和国
- 苏丹 - 70輌
- 坦桑尼亚 - 66辆
- 越南 - 約200辆
- - 70辆，1975-76年交付
- - 50辆，1971-72年交付

## 影視作品
- 八一电影制片厂1980年出品《鐵甲008》是以1979年中越戰爭中的62式坦克為主題。[5]
- 冯小刚导演于2017年上映的电影《芳华》中出现了62式坦克对敌军进行火力压制的镜头。[6]